# Melamera velutina
Melamera velutina là một loài bướm đêm trong họ Noctuidae.